# 越南咖啡

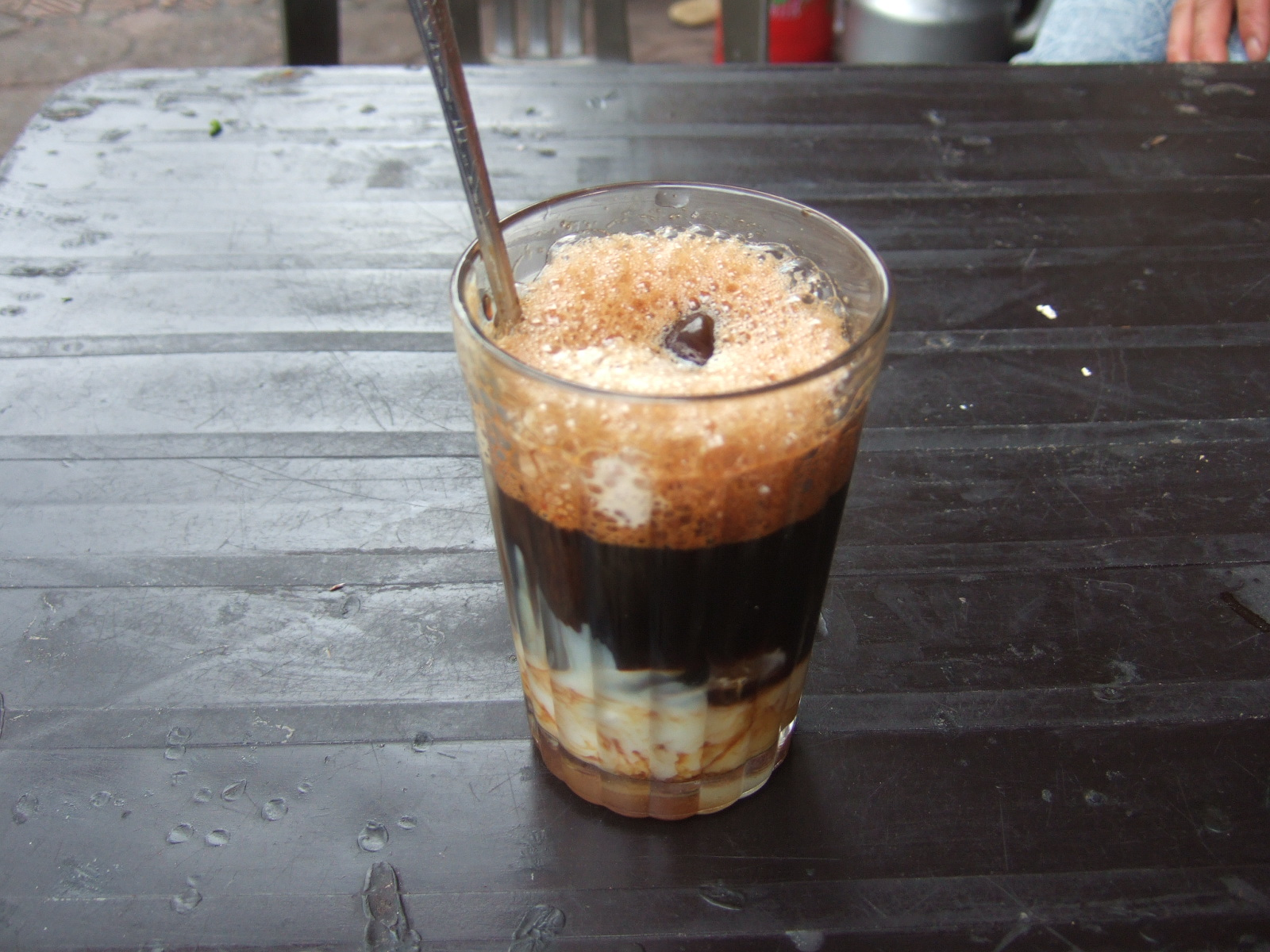
越南式咖啡的特色，煉乳與碎冰

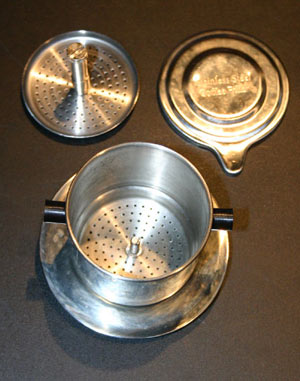
越南咖啡的滴漏容器

越南冰咖啡（越南语：／，字面意思為冰咖啡）是一种滴漏咖啡。在北越稱為褐色冰咖啡（越南语：／）。越南南方人称为「牛奶咖啡加冰」（越南语：／）。

## 越南咖啡產業

### 歷史
根據較為普遍的說法，咖啡是由法國人於西元1857年帶至越南。而在《越南：世界史的失語者》一書中提到：法國在西元1888年引進，在河内生產咖啡。繼而逐漸擴大至其他高地地區。
咖啡被引入越南之初並沒有立刻蓬勃發展。直到西元1910年、1911年左右才開始有人以商業目的將咖啡種植於不同地區。約於二十世紀末，越南咖啡產業才開始快速擴張。

### 種植品種
羅布斯塔咖啡
羅布斯塔咖啡占越南咖啡產量的大宗，多種植於越南南部。它較易種植，不怕日曬、蟲咬，生長速度快且產量多。味道較苦且濃烈，咖啡因含量是阿拉比卡咖啡的兩倍以上。種種因素導致價格偏低。常與其他種類豆子混雜使用，多見於即溶咖啡中。
阿拉比卡咖啡
阿拉比卡咖啡是越南咖啡產業近年極力培育並提高產量的品種。多種植於越南北部。它的栽種條件較嚴苛，需種植於高海拔山區，且因需手工摘採，故價格較高。其咖啡因含量較低。常以單一品種及作為精品豆使用。

### 快速崛起之因
越南咖啡產業之所以能在二十世紀末快速崛起，主要原因有三：
- 合宜的氣候與土壤條件：越南東南部的肥沃紅土及高溫潮濕的氣候相當適合種植羅布斯塔咖啡。而中部高原日夜溫差大，有助於產出高品質又帶有芬芳的咖啡。在越南較北部地區，由於山勢阻擋，免受季風吹拂，適宜種植阿拉比卡咖啡。
- 政府政策配合：諸如允許家庭及小農擁有自己的咖啡種植園、咖啡農擁有土地使用權、設立消除飢餓等社會經濟配套措施。此外，政府也鼓勵外商在越南投資及貿易。種種創新政策使越南咖啡產業在短時間內快速興起。
- 市場鼓勵：越南咖啡產業興起之時，恰巧是1994年至1998年世界咖啡價格高漲的時候，因而吸引更多咖啡農擴張他們的種植園。

### 知名品牌
- 中原咖啡：中原咖啡為全球羅布斯塔咖啡最大生產商，然而，其產量仍以內銷占比較多，為較為本土化的品牌，在越南各地均設有連鎖店。善於針對不同年齡層、性別、收入族群及口味愛好者開發各種品牌。[3]
- 高原咖啡：相較於本土化的中原咖啡，高原咖啡走國際化路線，被稱為「越南的星巴克」。有著醒目商標、戶外雅座，其服務生統一著紅黑色制服。吸引許多觀光客、商務客、中產階級等族群前往消費。[3]

## 器具及沖泡方式
越南咖啡滴漏壺一般來說，越南咖啡的滴漏壺有兩種材質：鋁製、不鏽鋼製。據說鋁製滴漏壺相較於不銹鋼製滴漏壺所滴出的咖啡，更有股清甜香味。然而鋁製滴漏壺因材質較軟易變形、不易攜帶出門；相反地，不鏽鋼滴漏壺則便於攜帶，不易損壞。
越南咖啡使用的滴漏容器底部有多個開孔，因此不需使用滤纸。而实际饮用时，通常先在咖啡杯内放上炼乳，再蓋上裝有咖啡碎粒的金屬容器，然後再將熱水倒入容器，水會流過咖啡，再通过咖啡容器的開孔滴下。越南的氣候炎熱，所以用冰塊取代熱水，以冰塊溶化的冷水，製作冰滴咖啡是很常見的。

### 使用煉乳
越南咖啡使用含糖量高的煉乳取代一般牛奶，所以味道較甜，形成獨樹一幟的咖啡風味。因為法國人將咖啡引入越南及大量種植，但乳製品在越南供應量少，遠比咖啡豆昂貴，只有法國殖民者及社會精英買得起新鮮的牛奶，一般越南民眾不易取得，經濟原因也使越南缺乏冷藏設備保存及運輸乳製品，鮮乳在越南的高溫潮濕氣候又很容易變質腐敗。煉乳在製作時混入大量蔗糖，而水分則大幅減少，較不易變壞，雖然煉乳在當時的越南也屬於奢侈品，但因為高糖分，只需小量煉乳便可沖調一杯咖啡，相對就較便宜，因此越南咖啡大量使用煉乳調配。另外，越南常用咖啡豆羅布斯塔（Robusta），因品種本身帶有較重的酸味與苦味，以及烘焙時間較長，使得風味較重，因此為調節、平衡酸苦風味，故加入甜味、香氣較重的煉乳。

### 滴漏步驟
1. 在用於盛裝滴漏的杯子中倒入適量的煉乳
2. 將滴漏杯置於盛裝的杯上，並將咖啡粉舀入壺身
3. 以壓板將壺身中的咖啡粉壓平(注意不能夠將咖啡粉壓死，否則會使得水分難以滲入)
4. 將熱水倒入壺身
5. 蓋上蓋子等待滴漏

## 特色咖啡
- 椰子咖啡（Cà phê dừa）：使用當地產的椰子，將椰肉與椰汁取出，攪打成椰子汁再倒入越南咖啡中。
- 奶昔咖啡（sinh tố cà phê）：原是一種越南常見的飲料，以煉乳、水果、冰塊打成的飲品。將再加入越南咖啡，便是奶昔咖啡。
- 乳酪咖啡（sữa chua cà phê）：乳酪同咖啡，是由法國人在殖民越南期間帶入。將乳酪覆在越南咖啡上頭，再配上一些佐料，如新鮮芒果、發酵過的米飯、甚至再淋上一層咖啡，即為乳酪咖啡。
- 蛋咖啡（cà phê trứng）：當時咖啡被法國人引進越南時，因為鮮奶難取得，因此改成煉乳，而形成獨特的越南咖啡。然而，煉乳卻無法如鮮乳一般打成奶泡。因此，蛋咖啡便是作為卡布奇諾的變奏，出現在北越一帶，將蛋黃與砂糖、煉乳打至稠狀後倒在咖啡上頭。

## 地區差異
以下為胡志明市（南越）與河內（北越）咖啡文化的異同整理：
|              | 胡志明市                            | 河內               |
| ------------ | ----------------------------------- | ------------------ |
| 內容         | 1.煉乳+咖啡 2.椰汁+咖啡 3.鮮奶+咖啡 | 煉乳+咖啡          |
| 飲咖啡習慣   | 可見一口乾掉咖啡之景                | 多偏向喜歡慢慢啜飲 |
| 甜味         | 較北部甜                            | 較南部不甜         |
| 咖啡廳附茶飲 | 通常會附一杯蓮花茶                  | 無                 |
| 吸管         | 會使用吸管喝咖啡                    | 無                 |